# Персі Гамфріс
Персі Гамфріс (англ. Percy Humphreys; 3 грудня 1880, Кембридж — 13 квітня 1959, Лондон) — англійський футболіст, що грав на позиції нападника, зокрема за «Ноттс Каунті» та «Челсі», а також національну збірну Англії. По завершенні ігрової кар'єри — тренер.

## Клубна кар'єра
Народився 3 грудня 1880 року в місті Кембридж. Починав займатися футболом у місцевій команді «Кембридж Сент-Маріс».
На професійному рівні дебютував 1900 року виступами за команду «КПР», в якій провів один сезон. 
1901 року став гравцем «Ноттс Каунті». Відіграв за команду з Ноттінгема наступні шість сезонів своєї ігрової кар'єри. Більшість часу, проведеного у складі «Ноттс Каунті», був основним гравцем атакувальної ланки команди і одним з її головних бомбардирів команди, маючи середню результативність на рівні 0,35 гола за гру першості.
Провівши 1907 року 26 матчів за «Лестер Фосс», перейшов того ж року до лондонського «Челсі». У складі «Челсі» провів наступні два роки своєї кар'єри гравця, після чого ще протягом двох років захищав кольори іншої столичної команди, «Тоттенгем Готспур». 
Згодом протягом 1911–1912 років знову грав за «Лестер Фосс», а завершував ігрову кар'єру в команді «Гартлпул Юнайтед», граючим тренером якої був до 1913 року.

## Виступи за збірну
14 квітня 1903 року у складі національної збірної Англії був учасником програного з рахунком 1:2 матчу проти збірної Шотландії.

## Кар'єра тренера
Здобувши перший досвід тренерської роботи як граючий тренер «Гартлпул Юнайтед», 1913 року був запрошений очолити команду швейцарського «Базеля», тренував команду з Базеля один рік.
Після завершення Першої Світової війни працював в Італії, де з 1920 по 1922 рік був головним тренером «Алессандрії».
Помер 13 квітня 1959 року на 79-му році життя у Лондоні.